# Реєстр пам'яток (Польща)
Реєстр пам'яток (пол. Rejestr zabytków) — список пам'яток під охороною закону. В Польщі одна з чотирьох форм охорони пам'яток культурної спадщини разом з Пам'яткою історії, Парком культури та пам'ятником, встановленим згідно з генеральним планом окремого населеного пункту. 
Внесення в реєстр пам'яток на рівні воєводства відбувається рішенням держслужбовця, що обіймає посаду Воєводського зберігача пам'яток і якому підлягає Воєводське управління охорони пам'яток, яке поширює свою юрисдикцію в справі охорони пам'яток на всю територію означенного воєводства.
Внесення в реєстр є адміністративною дією, яку здійснює Воєводський зберігач пам'яток двома способами: 
- розглядається заява тільки двох сторін — власника об'єкта або публічної державної установи;
- одноосібне рішення без участі сторін, навіть якщо не було отримано згоду цих сторін.

До набуття юридичної дії рішення про охорону пам'ятки, за допомогою збору інформації та документальних матеріалів відбувається попереднє дослідження, яке має підтвердити культурну цінність об'єкта. Ця процедура завершує рішення Воєводського зберігача пам'яток і при отриманні згоди власника об'єкта чи публічного державного органа об'єкту надається реєстраційний номер з внесенням його в реєстр пам'ятників воєводства.
Об'єкт може бути вписаний до однієї з трьох категорій:
- A — пам'ятка нерухомості;
- В — рухома пам'ятка;
- С — археологічна пам'ятка.

Книга реєстру складається з наступних рубрик:
- номер реєстру;
- запис в реєстр;
- предмет охорони;
- місцезнаходження чи перебування об'єкта;
- номер кадастрової книги;
- кадастровий номер нерухомості (для об'єктів нерухомості та археологічних пам'яток);
- власник чи орендар об'єкта;
- видалення з реєстру;
- примітки.

В реєстр можуть бути внесені об'єкти природи, навколишнього середовища чи їх географічне, історичне чи традиційне найменування, а також внесені в описи музеїв чи об'єкти, що становлять частину національного бібліотечного надбання.
Об'єкт може бути видаленим з реєстру у випадку пошкодження, яке позбавляє його культурної, історичної, наукової цінності чи у випадку, якщо при внесенні об'єкта в реєстр Воєводським зберігачем пам'яток не була підтвердження цінність цієї пам'ятки. Рішення про видалення об'єкта з реєстру пам'яток приймає Генеральний зберігач пам'яток, що діє від імені міністра культури та національного надбання.
Реєстр пам'ятників постійно оновлюється і публікується Інститутом національного надбання, при цьому в публікації вказуються об'єкти що були внесені з дня останньої зміни в реєстрі.